# Vilhelm Groth

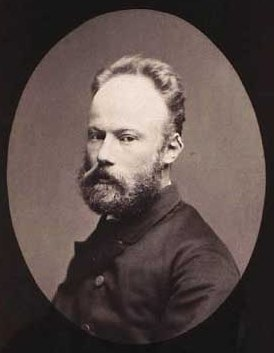
Vilhelm Groth.

Georg Vilhelm Arnold Groth, född den 9 mars 1842 i Köpenhamn, död där den 14 september 1899, var en dansk landskapsmålare. 
Från 1861 till 1867 var Groth elev vid konstakademien, men avbröt likväl 1864 sina studier där, för att delta i andra slesvigska kriget som frivillig; under 1866 började han att utställa, reste sedermera flera gånger i utlandet och blev särskilt i Paris påverkad av den moderna utländska konsten. Hans Hedparti med mosse tillhör tavelsamlingen på Kristiansborg.